# Chiến dịch Cuộc sống mới

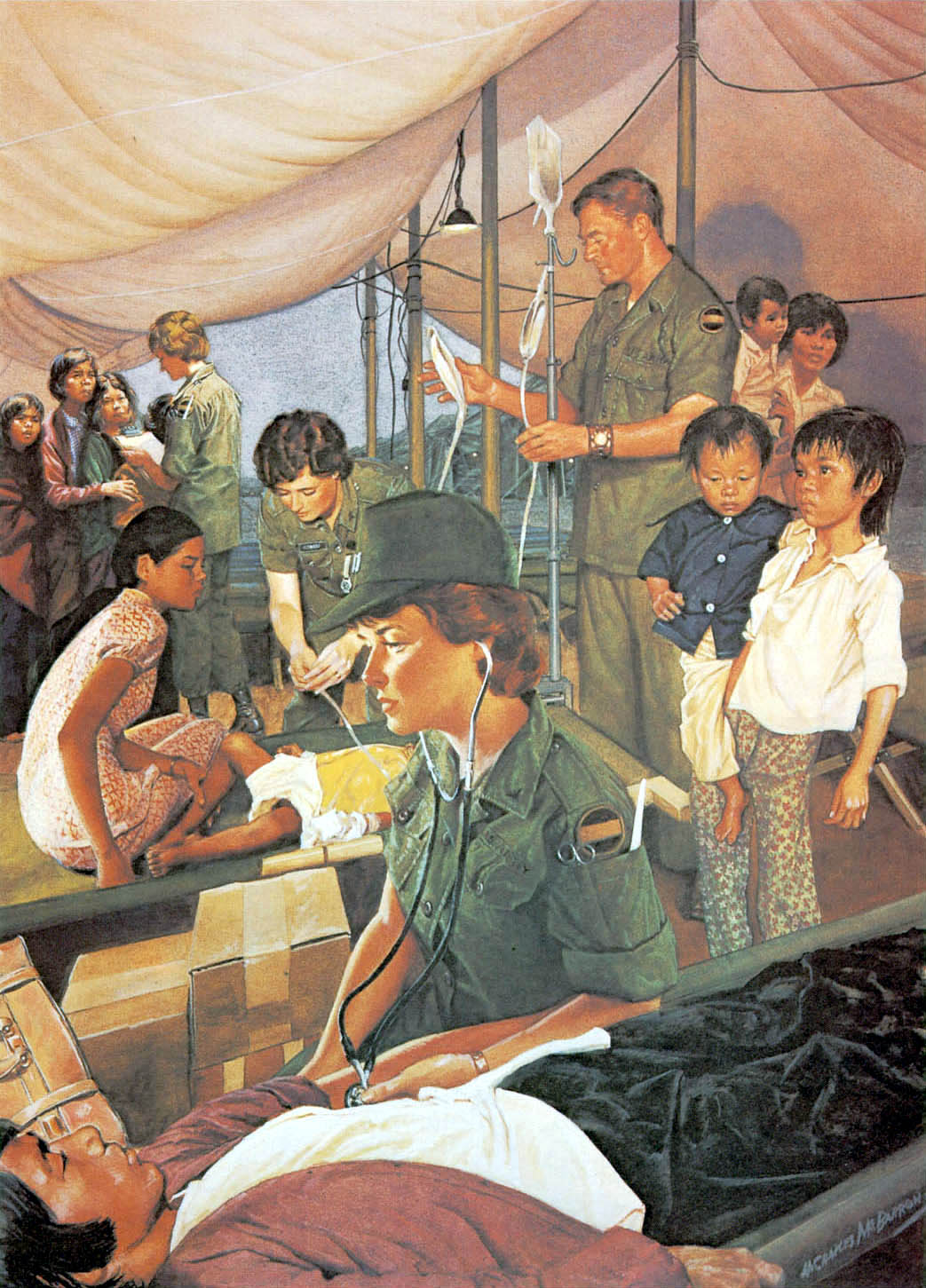
Tranh vẽ 1 nữ y tá Hoa Kỳ đang chăm sóc cho người dân tỵ nạn Việt Nam ở đảo Guam sau năm 1975

Chiến dịch Cuộc sống mới (Operation New Life) là tên 1 chiến dịch của Hoa Kỳ diễn ra từ tháng 4-tháng 9 năm 1975 nhằm di tản khoảng 11 vạn người tỵ nạn rời khỏi miền Nam Việt Nam sau khi Chính phủ Cách mạng lâm thời Cộng hòa miền Nam Việt Nam và Việt Nam Dân chủ Cộng hòa giành thắng lợi hoàn toàn trên đất nước này.
2 năm sau khi người Mỹ rời khỏi Việt Nam, cuộc tấn công của quân Giải phóng miền Nam làm chính phủ Việt Nam Cộng hòa sụp đổ chỉ trong 55 ngày. Bắt đầu từ ngày 4 tháng 4/1975 và kết thúc trong tháng 9, mở đầu là Chiến dịch Babylift, kế hoạch đã di tản được 111.919 người tỵ nạn tới đảo Guam, sau đó có 93.987 người tiếp tục hành trình tới Mỹ

## Hình ảnh

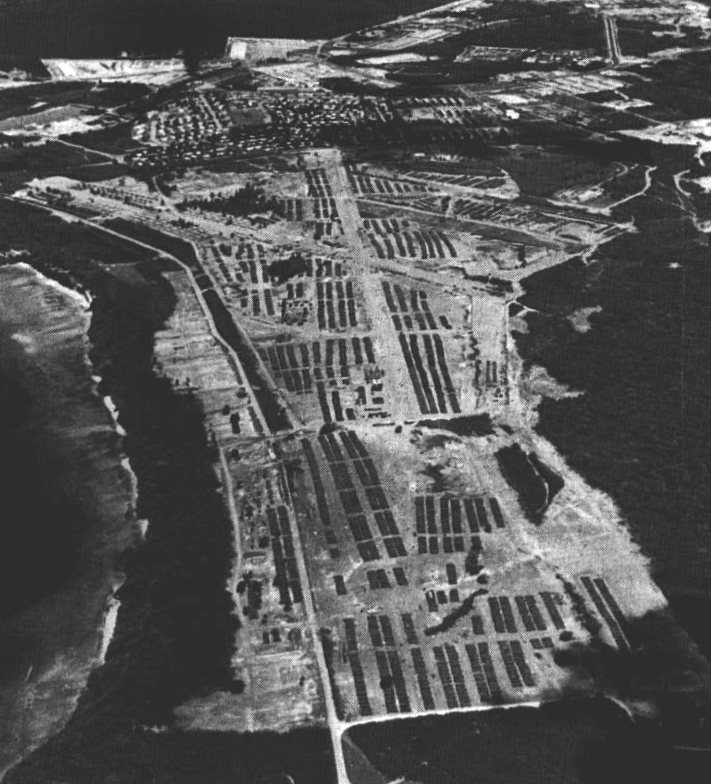
Trại tị nạn ở Orote Point, Guam nhìn từ trên cao.
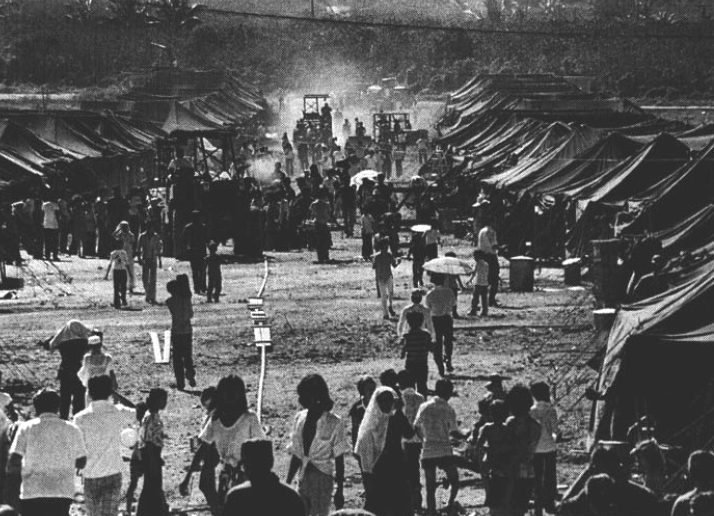
Quang cảnh trại tị nạn Orote Point, Guam.